# 真駒内

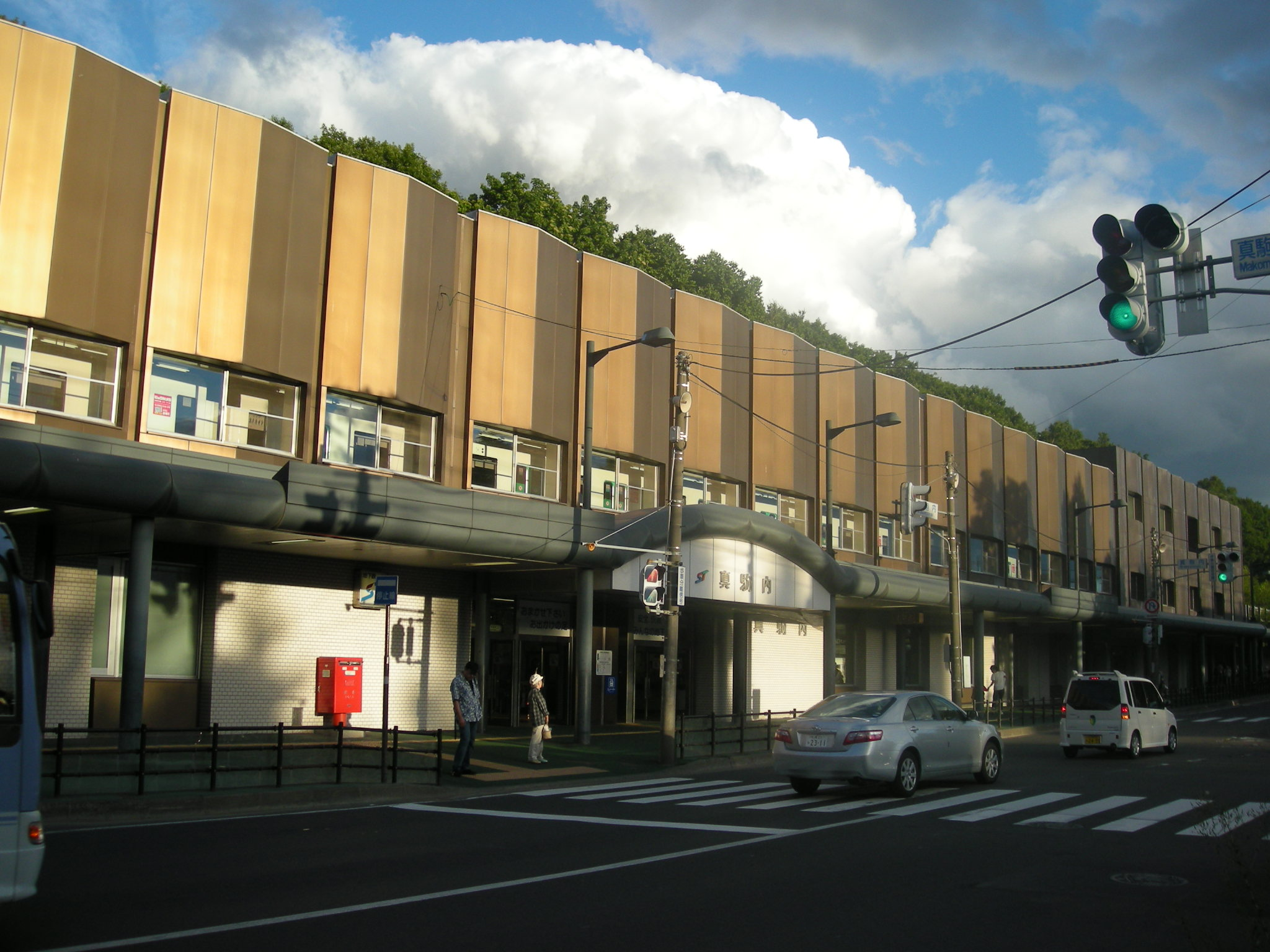
札幌市営地下鉄南北線真駒内駅

真駒内（まこまない）は、北海道札幌市南区にある札幌市営地下鉄南北線真駒内駅を中心とした、町名に「真駒内」を冠する地域一帯を指す。
南区役所を初めとして公共施設が集まる南区の中心地域である。

## 歴史
真駒内はアイヌ語で「背後にある川」を意味する「マク・オマ・ナイ」が語源であり、真駒内川を指すこの名称が、そのまま地名ともなった。
行政区画としては当初、平岸村に属した。合併により豊平村、豊平町を経て、現在の札幌市となる。
1876年（明治9年）、開拓使によって開かれた真駒内牧牛場で、エドウィン・ダンが酪農とアメリカ式農法を指導し、3年後の1879年（明治12年）には牧牛場に水を供給する真駒内用水も開削された。牧牛場は1886年（明治19年）に北海道庁所管の真駒内種畜場となり、その後も北海道農事試験場畜産部などへ改称を重ねながら、敗戦により用地を接収される1946年（昭和21年）まで70年間にわたって北海道の畜産と農業の発展に大きく寄与することとなった。また、この広大な敷地面積を持つ種畜場の関係者を中心に真駒内の人口も増加し、経済的にも賑わったとされる。
1893年（明治26）年11月、北海道庁により真駒内種畜場内に真駒内稲作試験場が設置される。
1902年（明治35年）、平岸村と月寒村・豊平村の合併にともない、豊平村となる。
1908年（明治41年）、町制施行により豊平村が改称、豊平町となる。
1946年（昭和21年）、大日本帝国の第二次世界大戦敗戦にともない旧 真駒内種畜場敷地を中心に真駒内一帯を進駐軍が収用し、軍事基地「キャンプ・クロフォード」を建設する。1954年（昭和29年）にキャンプ地の一部が返還されると、陸上自衛隊の真駒内駐屯地となった。
1959年（昭和33年）にキャンプ・クロフォードの敷地の全面返還が終了すると、真駒内団地土地区画整理事業として施工面積165.3ヘクタール、戸数5,000戸、収容人口2万人規模の真駒内団地の造成が開始され、公営や日本住宅公団（現在のUR）の団地群が建ち並び始めた。1966年（昭和41年）に真駒内団地は完成、土地区画整理事業は完了した。その後は札幌オリンピックのメイン会場に決まったことで真駒内はさらに本格的な宅地開発が行われることとなる。
1961年（昭和36年）、豊平町が札幌市に編入され、札幌市となった。
1971年（昭和46年）には南北線真駒内駅が開業。かつて運行されていた定山渓鉄道線の敷地の一部を転用したものである。
1972年（昭和47年）に行われた札幌オリンピックの主会場となった真駒内アイスアリーナやオリンピックの選手村などの建物が真駒内の各地に残されている。1978年の千葉真一主演ドラマ『十字路』で舞台となった。町民と札幌市立真駒内小学校の在校生がエキストラで出演し、撮影協力をしている。
1974年（昭和49年）、北海道立真駒内公園が完成、翌1975年（昭和50年）8月より一般開放を開始。真駒内川と豊平川の合流部に位置する南北1.7キロメートル、東西0.7キロメートル、面積85ヘクタールの公園である。
他のニュータウンと同様に少子高齢化が進んでおり、2012年4月には駅周辺の小学校4校を2校に統廃合した。

### 沿革
- 1944年 - 豊平町大字平岸村が再編され、字真駒内を設置する。
- 1947年7月 - 駒岡地区（元は真駒内種畜場の放牧地）への入植始まる。
- 1949年6月1日 - 地区内最初の小学校として駒岡小学校開校。
- 1961年4月1日 - 真駒内小学校開校。
- 1961年5月1日 - 豊平町が札幌市に編入される。
- 1963年 - さっぽろ雪まつり真駒内会場が設けられる。
- 1966年12月15日 - 真駒内南小学校開校。
- 1968年12月24日 - 真駒内曙小学校開校。
- 1971年12月16日 - 札幌市営地下鉄南北線が開業。真駒内地区には自衛隊前駅、真駒内駅が設けられる。
- 1972年2月 - 真駒内屋内競技場、真駒内屋外競技場をメイン会場に札幌オリンピック開催。
- 1972年4月1日 - 札幌市が政令指定都市になり、南区役所が設置される。
- 1973年3月24日 - 札幌市立真駒内緑小学校開校。
- 1974年 - 南区民センター完成。
- 1975年 - 北海道立真駒内公園の一般開放開始。
- 2005年 - さっぽろ雪まつり真駒内会場がこの年を最後に廃止。
- 2012年3月 - 真駒内小学校、真駒内南小学校、真駒内曙小学校、真駒内緑小学校の4校が閉校。
- 2012年4月 - 札幌市立真駒内公園小学校と札幌市立真駒内桜山小学校が開校。

## 「真駒内」を冠する町名
真駒内（まこまない）
個別の町名を冠しない地域。
北部は真駒内駐屯地が占める。精進川奥地の丘陵地帯は「駒岡」と呼ばれる。南側には新興住宅地「サンブライト真駒内」がある。
真駒内曙町（まこまないあけぼのまち）
五輪通の北側の地域。真駒内発祥の地である。
真駒内泉町（まこまないいずみまち）
幸町と南町の間の地域。名称は、かつて付近にあった湧水にちなむ。
エドウィン・ダン記念館がある。
真駒内柏丘（まこまないかしわおか）
豊平川と真駒内川に挟まれた丘陵地帯。エドウィン・ダンがブドウを栽培した地であることから「ブドウ園」と呼ばれていたが、1951年（昭和26）の入植者たちによって、カシワの木が多いことにちなんで命名された。
真駒内上町（まこまないかみまち）
五輪通の南側の地域。種畜場時代の名称がそのまま用いられている。
光塩学園女子短期大学がある。
真駒内公園（まこまないこうえん）
その名の通り、北海道立真駒内公園の一帯。
真駒内幸町（まこまないさいわいまち）
真駒内駅前の南側の地域。官庁街として計画されていた。
南区役所がある。
真駒内東町（まこまないひがしまち）
北東の地域。名称は、一帯の東側であることから。
北海道真駒内養護学校がある。
真駒内本町（まこまないほんちょう）
北西の地域。かつては「下町」と呼ばれたが、1961年（昭和36年）に住民の希望で改称された。
真駒内緑町（まこまないみどりまち）
真駒内駅前の北側の地域。名称は、豊かな緑に恵まれていたことから。
札幌五輪の選手村があった場所で、跡地は「五輪団地」になっている。
真駒内南町（まこまないみなみまち）
名称は、真駒内団地の南端であることから。
北海道警察学校がある。

## 交通機関
- 札幌市営地下鉄南北線
  - 真駒内駅
  - 自衛隊前駅
- 国道453号

## 出身者
- 大泉洋（TEAM NACS、俳優、タレント、歌手、声優。小学5年生の時に実家が隣市江別市大麻から転居、2004年の上京まで実家に在住していた。）